# 中田安則
中田 安則（なかだ やすのり、1949年10月11日 - ）は、日本の実業家。株式会社読売広告社相談役・元代表取締役会長・代表取締役社長。

## 人物・経歴
1972年、上智大学法学部卒業。同年4月、株式会社読売広告社に入社。執行役員第1営業本部長、取締役執行役員、取締役常務執行役員等を経て、2007年、同社代表取締役社長に就任。同年6月、博報堂DYホールディングス取締役（非常勤）に就任。2016年、同社代表取締役会長に就任。2017年、同社取締役会長に就任。2018年、同社取締役相談役に就任。同年6月、同社相談役に就任。
2007年、一般社団法人日本広告業協会理事に就任。2010年、同協会役員選挙管理委員会委員に就任。2011年、同協会クリエイティブ委員会担当理事、運営委員会委員に就任。2017年、第52回吉田秀雄記念賞（個人賞）を受賞。同賞は、広告業界の向上・発展に寄与した人物を表彰するものであり、2007年に日本広告業協会理事に就任後の活躍、特にクリエイティブ委員会担当理事としての活躍が評価されての受賞となった。